# Egérszínű pikkelyespattanó
Az egérszínű pikkelyespattanó (Agrypnus murinus) a pattanóbogár-félék családjába tartozó, Eurázsiában honos bogárfaj. 

## Megjelenése
Az egérszínű pikkelyespattanó testhossza 10-17 mm. Testalkata megnyúlt, lapított. Külseje jellegzetes, felső felületét sűrű, pikkelyszerű szőrök borítják szinte teljesen. Színezete általában sötétszürke alapon világosabb foltokból áll, de barnás, vöröses vagy ezüstös foltjai is lehetnek, amelyek különböző mértékben keveredhetnek. Csápjainak első vagy első két íze sötét-, a többi világosbarna; a második és a harmadik íz majdnem négyszögletes, a harmadik íz csak kicsit rövidebb és keskenyebb, mint a második. Az előhát kissé domború, sűrűn és egyenletesen pontozott; oldalvonalai ívesen kanyarodnak; az elülső széle sokkal keskenyebb, mint a hátsó. A pajzsocska (scutellum) ötszögletű és homorú, középső gerince nincs. A szárnyfedők árkai jól benyomottak és pontozottak, közeik sűrűn és finoman pontozottak. Lábai sötét-, lábszárai (tarsus) világosbarnák.

## Elterjedése
Eurázsiában honos, a Brit-szigetektől Dél-Szibériáig. Európában széleskörűen elterjedt, gyakori faj, Dél-Olaszországtól Dél-Svédországig előfordul. Magyarországon is gyakori. 

## Életmódja
Rétek, legelők, bozótosok, ligeterdők, parkok, kertek lakója.  
A kifejlett bogarakkal áprilistól júliusig lehet találkozni. Többnyire a fűszálakon, kórókon mászkálnak, késő délután, este repülésük is megfigyelhető. A nőstény a talajba rakja le petéit. A kikelő lárvák különféle lágyszárú növények, füvek (néha facsemeték) gyökereit rágják. Ha elszaporodik, kisebb gazdasági károkat is okozhat. A lárva két éven át fejlődik, majd nyár végén a talajban bebábozódik. Az ősz során a bábból kikel az imágó, amely azonban a bábkamrában marad és áttelel, csak tavasszal bújik elő. 

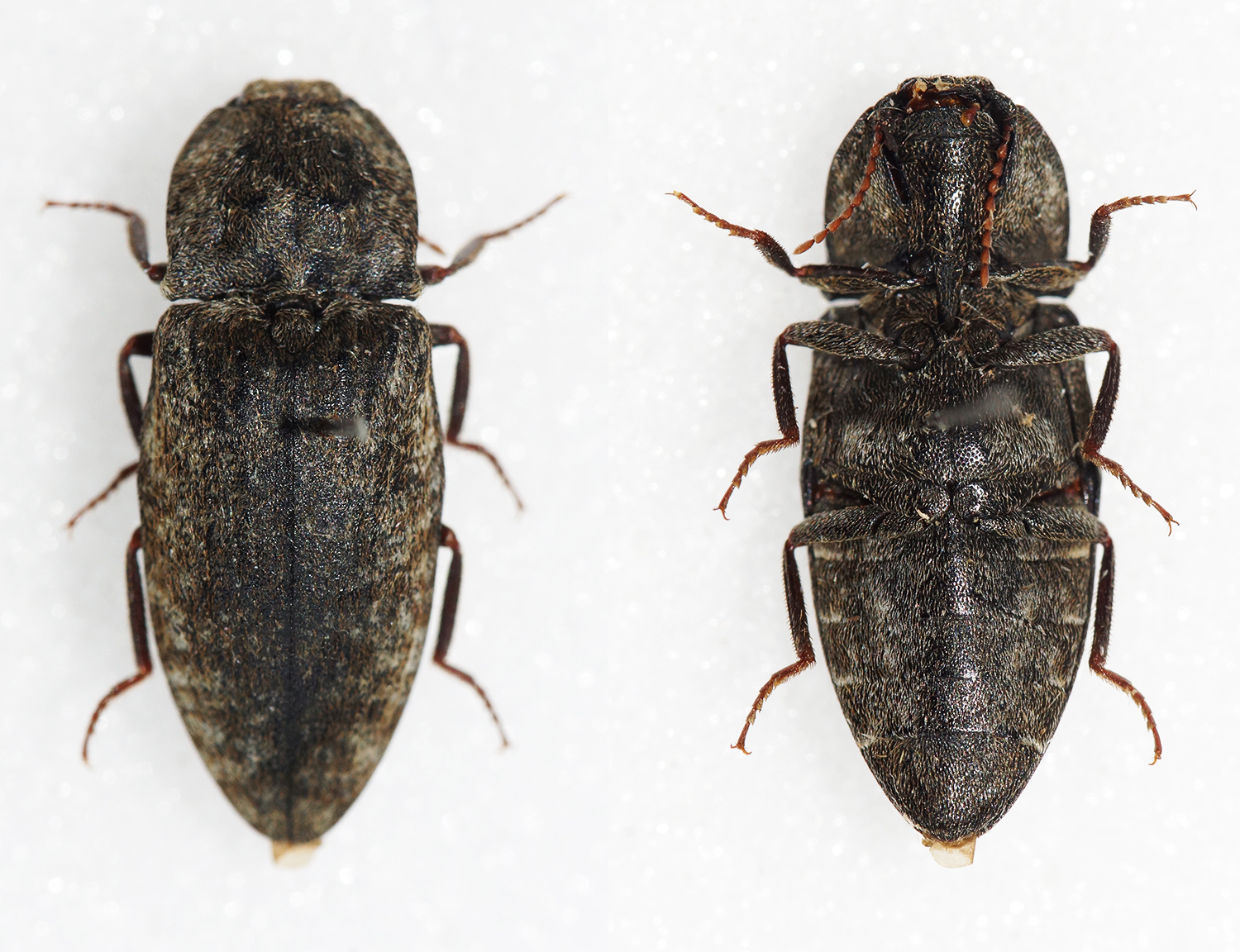
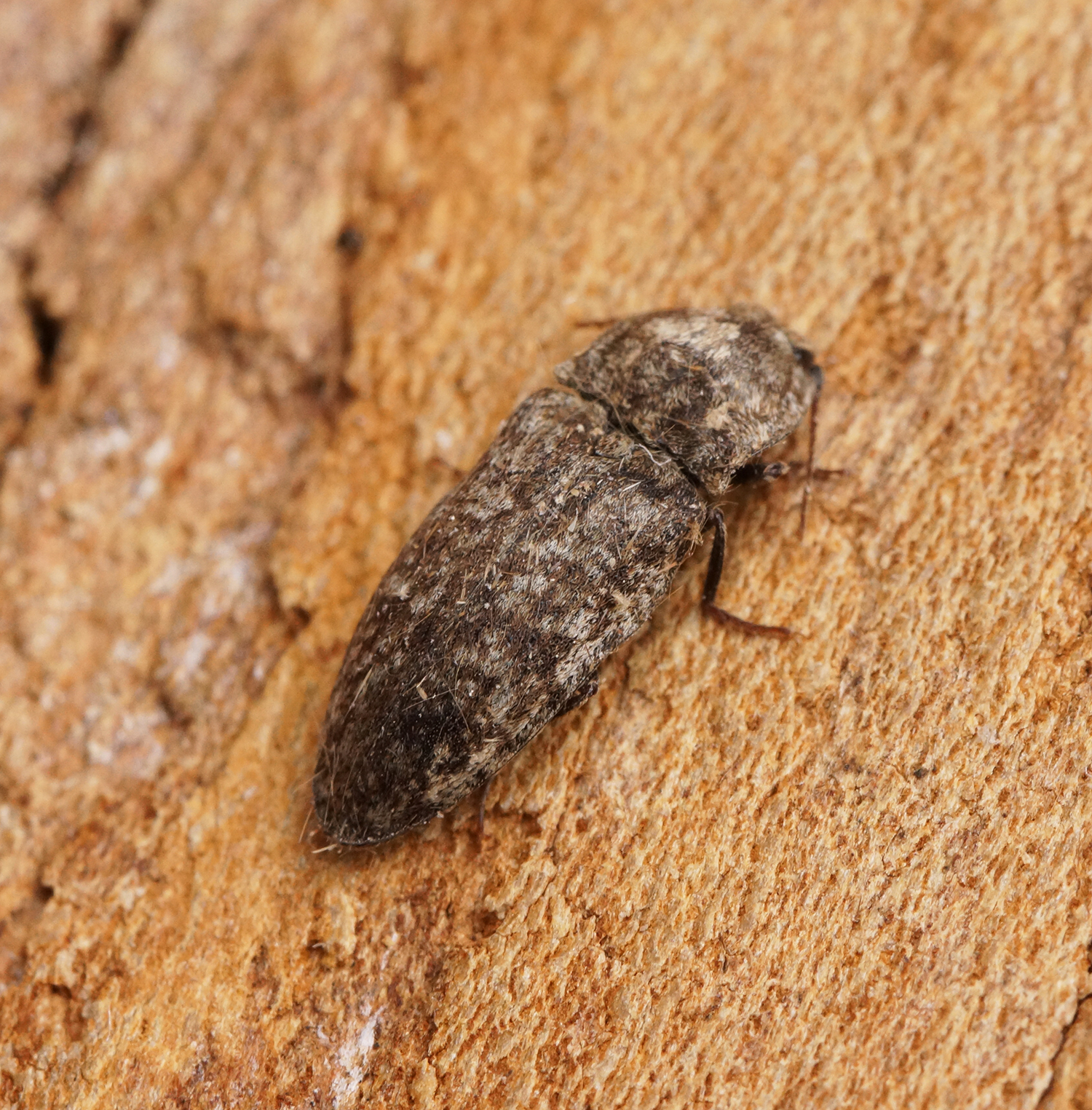
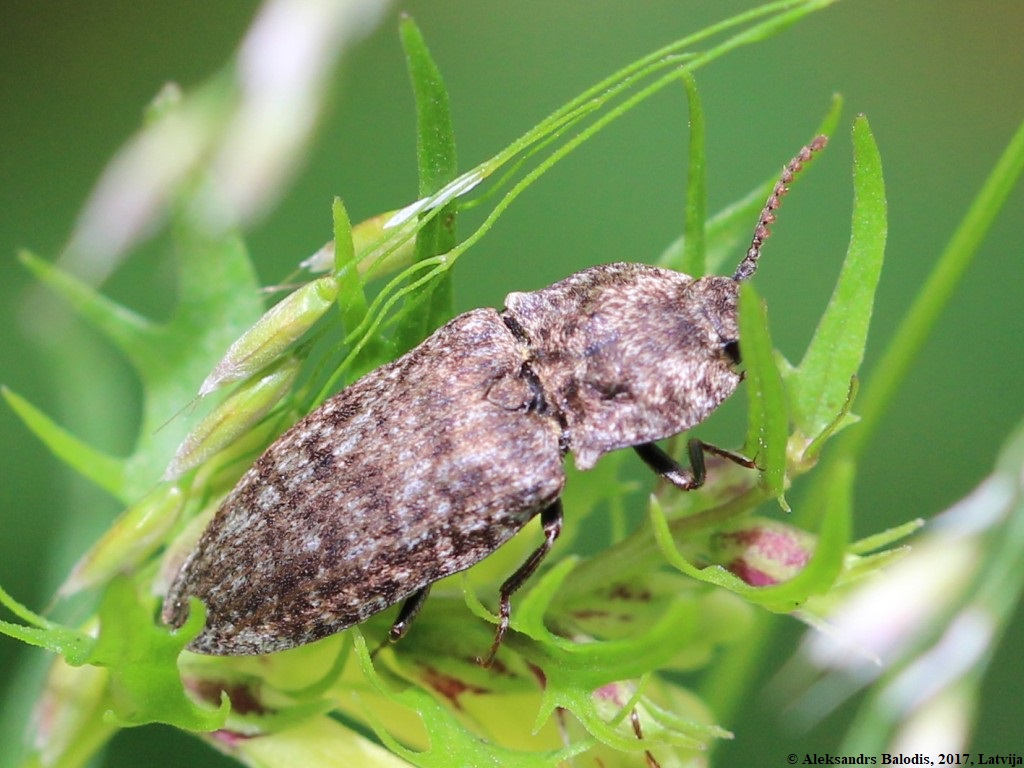
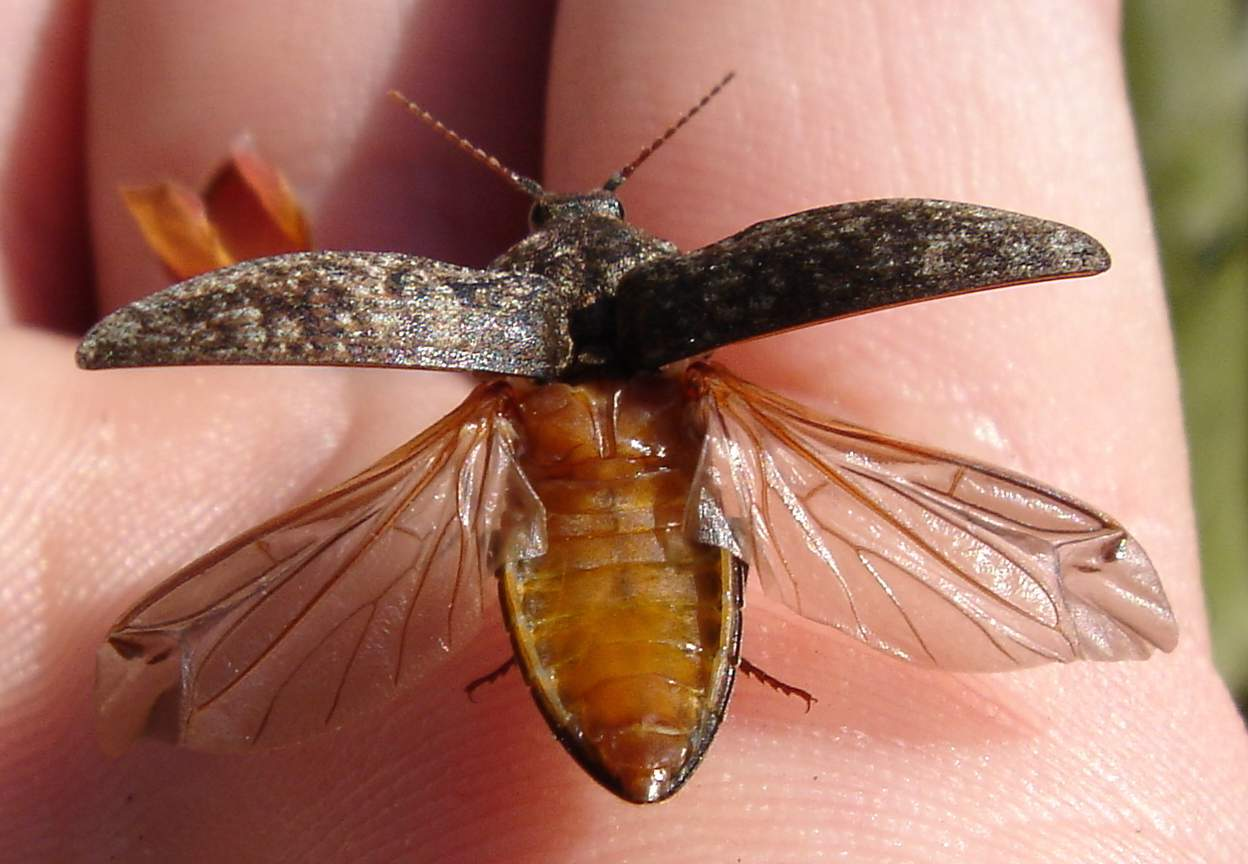
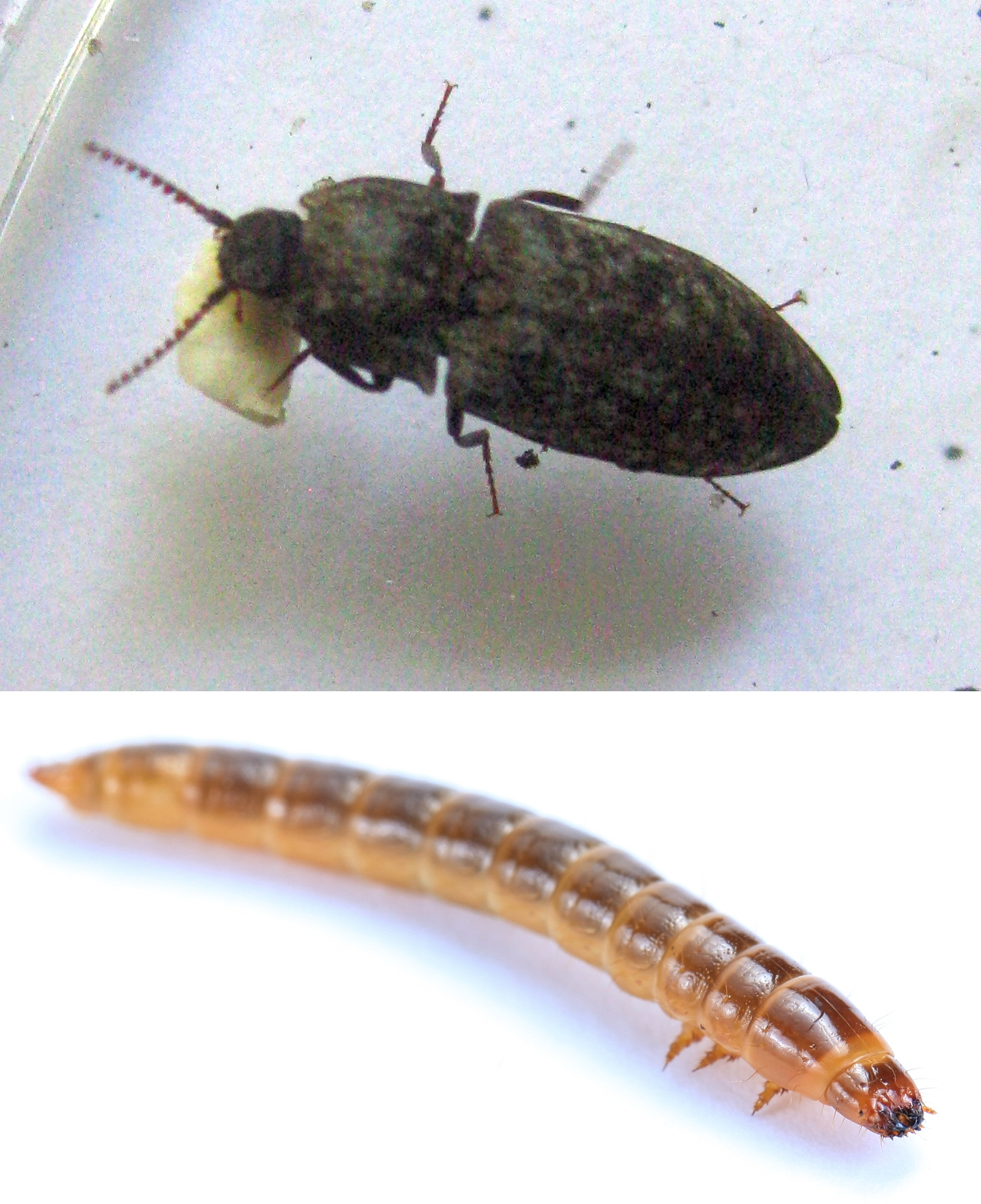

Magyarországon nem védett.